# Torssjön, Medelpad
Torssjön är en sjö i Ånge kommun i Medelpad och ingår i Ljungans huvudavrinningsområde. Sjön har en area på 0,102 kvadratkilometer och ligger 268,3 meter över havet.

## Delavrinningsområde
Torssjön ingår i det delavrinningsområde (693276-148076) som SMHI kallar för Mynnar i Ljungans vattendragsyta. Medelhöjden är 296 meter över havet och ytan är 22,33 kvadratkilometer. Det finns inga avrinningsområden uppströms utan avrinningsområdet är högsta punkten. Gillertjärnsbäcken som avvattnar avrinningsområdet har biflödesordning 2, vilket innebär att vattnet flödar genom totalt 2 vattendrag innan det når havet efter 122 kilometer. Avrinningsområdet består mestadels av skog (89 procent). Avrinningsområdet har 0,1 kvadratkilometer vattenytor vilket ger det en sjöprocent på 0,4 procent. Bebyggelsen i området täcker en yta av 0,58 kvadratkilometer eller 3 procent av avrinningsområdet.